# Journal of Accounting and Economics
Das Journal of Accounting and Economics ist eine wirtschaftswissenschaftliche Fachzeitschrift, deren Schwerpunkt die Anwendung von Wirtschaftstheorie auf Themen des Rechnungswesen ist. Das Journal of Accounting and Economics wird durch den niederländischen Wissenschaftsverlag Elsevier mit einer Frequenz von drei Ausgaben pro Semester herausgegeben.

## Geschichte
Das Journal of Accounting and Economics wurde im Mai 1978 mit Ross Watts und Jerold Zimmerman als Redakteuren gegründet, um der wachsenden Nachfrage nach einer Fachzeitschrift, die der Anwendung ökonomischer Analyse auf das Themenfeld des Rechnungswesens gewidmet sein würde, entgegenzukommen. Daraufhin wurde die Zeitschrift im März 1979 erstmals durch North-Holland Publishing veröffentlicht, allerdings zum damaligen Zeitpunkt lediglich mit einer Frequenz von drei Ausgaben pro Jahr.

## Inhalte
Das Journal of Accounting and Economics ermutigt die Anwendung von Wirtschaftstheorie zur Erklärung betriebsrechnerischer Geschehnisse. Die Zeitschrift versteht sich als Forum für die Veröffentlichung höchstwertiger Manuskripte, welche ökonomische Analyse verwenden, um Probleme des Rechnungswesens zu untersuchen. Eine breite Anzahl an Methoden und Themen werden durch die Zeitschrift abgehandelt:
- die Rolle des Rechnungswesens im Unternehmen;
- der Informationsgehalt und die Bedeutung von Kennzahlen in Kapitalmärkten;
- die Bedeutung des Rechnungswesens für finanzwirtschaftliche Verträge und hinsichtlich der Überwachung von Agenten-Beziehungen;
- die Festlegung von Buchführungsstandards;
- staatliche Regulierung betrieblicher Datenfreigabe und das Rechnungswesen als Berufszweig;
- die Wirtschaftstheorie des Buchführungsunternehmens.[3]

## Redaktion
Das Journal of Accounting and Economics wird durch acht Redakteure geleitet: Ross L. Watts, Jerold L. Zimmerman, Robert W. Holthausen, S. P. Kothari, John Core, Michelle Hanlon, Wayne R. Guay und Joanna Shuang Wu. Sie werden durch Gail L. Pratt als Redaktionsassistenz sowie 31 assoziierten Redakteuren unterstützt.

## Rezeption
In einer Studie von Kalaitzidakis et al. (2003) belegte das Journal of Accounting and Economics Platz 88 von 159 ausgewerteten Publikationen, konnte sich jedoch in einer aktualisierten Studie von Kalaitzidakis et al. (2011) auf Platz 77 von 209 verglichenen Publikationen steigern. Im wirtschaftswissenschaftlichen Publikationsranking des Tinbergen-Instituts an der Universität Amsterdam wird das Journal of Accounting and Economics in der Kategorie A („sehr gute allgemeine wirtschaftswissenschaftliche Fachzeitschriften und Spitzenzeitschriften im jeweiligen Fachgebiet“) geführt.
Das Journal of Accounting and Economics ist eine der meistzitierten Zeitschriften der Wirtschaftswissenschaft. Der Impact Factor des Journals lag im Jahr 2012 bei 3,912. In der Statistik des Social Sciences Citation Index wurde die Zeitschrift mit diesem Impact Factor an 4. Stelle von 333 Zeitschriften in der Kategorie Wirtschaftswissenschaft geführt. In der Kategorie Finanzbusiness belegte das Journal of Accounting and Economics Rang 2 von 89 Zeitschriften.
Eine weitere Studie der französischen Ökonomen Pierre-Phillippe Combes und Laurent Linnemer listet das Journal mit Rang 28 von 600 wirtschaftswissenschaftlichen Zeitschriften in die drittbeste Kategorie A ein.